# Bouira
Pour les articles homonymes, voir Bouira (homonymie).
Bouira (en tifinagh : ⵜⵓⴱⵉⵔⴻⵜ, en kabyle : Tuviret ou Tubiret, en arabe : البويرة) est une commune algérienne, située en Grande-Kabylie, chef-lieu de la wilaya de Bouira.

## Toponymie
Le nom a plusieurs origines probables. La première serait issue du terme Tubiret est le diminutif féminin de Lvur qui signifie « terre en friche » en kabyle.
La seconde version, daterait de l'époque où la région n'était pas encore occupée par l'homme. Il s'y serait trouvé une source où les populations marchandes de passage venaient se désaltérer. Et attaquées, à plusieurs reprises, par des lions, d'où le nom de vu-irran (« le lieu des lions »).

## Géographie

### Situation
Bouira est située à environ 80 km au sud-est d'Alger et au sud de la chaîne du Djurdjura dans l'Atlas tellien, dans la région de Kabylie. À 525 mètres d'altitude, elle se trouve dans la vallée du fleuve Sahel qui est dominée au nord par le piton montagneux de Tikjda.
| Aïn El Turc                | Aït Laaziz    | Taghzout |
| Aïn El Hadjar, Aïn El Turc | Bouira        | Haïzer   |
| El Hachimia                | Oued El Berdi | El Asnam |

### Climat
| Mois                              | jan. | fév. | mars | avril | mai  | juin | jui. | août | sep. | oct. | nov. | déc. |
| --------------------------------- | ---- | ---- | ---- | ----- | ---- | ---- | ---- | ---- | ---- | ---- | ---- | ---- |
| Température minimale moyenne (°C) | 1    | 1    | 3    | 5     | 9    | 13   | 17   | 17   | 14   | 10   | 5    | 2    |
| Température maximale moyenne (°C) | 13   | 14   | 17   | 20    | 24   | 29   | 32   | 33   | 29   | 24   | 18   | 14   |
| Précipitations (mm)               | 65,9 | 59,3 | 52,2 | 51,3  | 38,9 | 12,1 | 3,7  | 10   | 28,5 | 39,8 | 58,3 | 68,6 |

| Diagramme climatique                                  |         |         |         |         |          |         |        |          |          |         |         |
| J                                                     | F       | M       | A       | M       | J        | J       | A      | S        | O        | N       | D       |
| 13165,9                                               | 14159,3 | 17352,2 | 20551,3 | 24938,9 | 291312,1 | 32173,7 | 331710 | 291428,5 | 241039,8 | 18558,3 | 14268,6 |
| Moyennes : • Temp. maxi et mini °C • Précipitation mm |         |         |         |         |          |         |        |          |          |         |         |

### Topographie
Le terrain dans un rayon de 3 km autour de Bouira présente de légères variations d'altitude, avec une différence d'altitude maximale de 149 mètres et une altitude moyenne au-dessus du niveau de la mer de 539 mètres. Dans un rayon de 16 km, seuls de légers dénivelés (1894 mètres) sont visibles.
Dans un rayon de 80 km, il existe également de forts dénivelés (2 306 mètres).
1. La zone dans un rayon de 3 km de Bouira est couverte par des terres agricoles (58 %) et des surfaces artificielles (33 %)
2. Le rayon de 16 km par des terres agricoles (69 %) et des pâturages (11 %)
3. Le rayon de 80 km par des terres agricoles (37 %). %) et une végétation clairsemée (17 %)[4].

## Histoire

### Période médiévale islamique
Bouira était mentionnée à l'époque islamique médiévale sous le nom de Souk Hamza, du nom de son fondateur, Hamza bin El-Hassan.fils de Soleiman fils d' El Hocein fils de Ali fils d'El Hacen fils d'Abou Taleb 

### Période Ottomane
Au début du XVIIe siècle, les Turcs construisirent une forteresse militaire à proximité d'une source d'eau pour surveiller les environs et protéger la route menant à Constantine.

### Époque coloniale française
C'est sur l'emplacement d'un fort turc, appelé Borj Hamza qu'a été créé le centre de Bordj Bouira en 1873 par le Général de division Wolff et le Colonel Trumelet. Il devient une commune mixte, puis commune de plein exercice le 9 avril 1879.

## Administration
Avant l'indépendance de l'Algérie, elle dépendait de l'Arrondissement d'Alger puis du département de Tizi Ouzou en 1958. Elle est élevée au rang de chef-lieu de wilaya après le découpage administratif de 1974.

## Démographie
| 1880  | 1884  | 1954   | 1966   | 1987   | 1998   | 2008   |
| ----- | ----- | ------ | ------ | ------ | ------ | ------ |
| 1 227 | 2 312 | 18 174 | 30 994 | 53 065 | 75 086 | 88 801 |

## Transport

### Transport ferroviaire
- Gare ferroviaire de Bouira

### Transport routier
- Gare routière de Bouira [9]

## Enseignement
- Université Mohand Oulhadj
- Institut régional de formation musicale de Bouira[10]

## Culture

### Événements

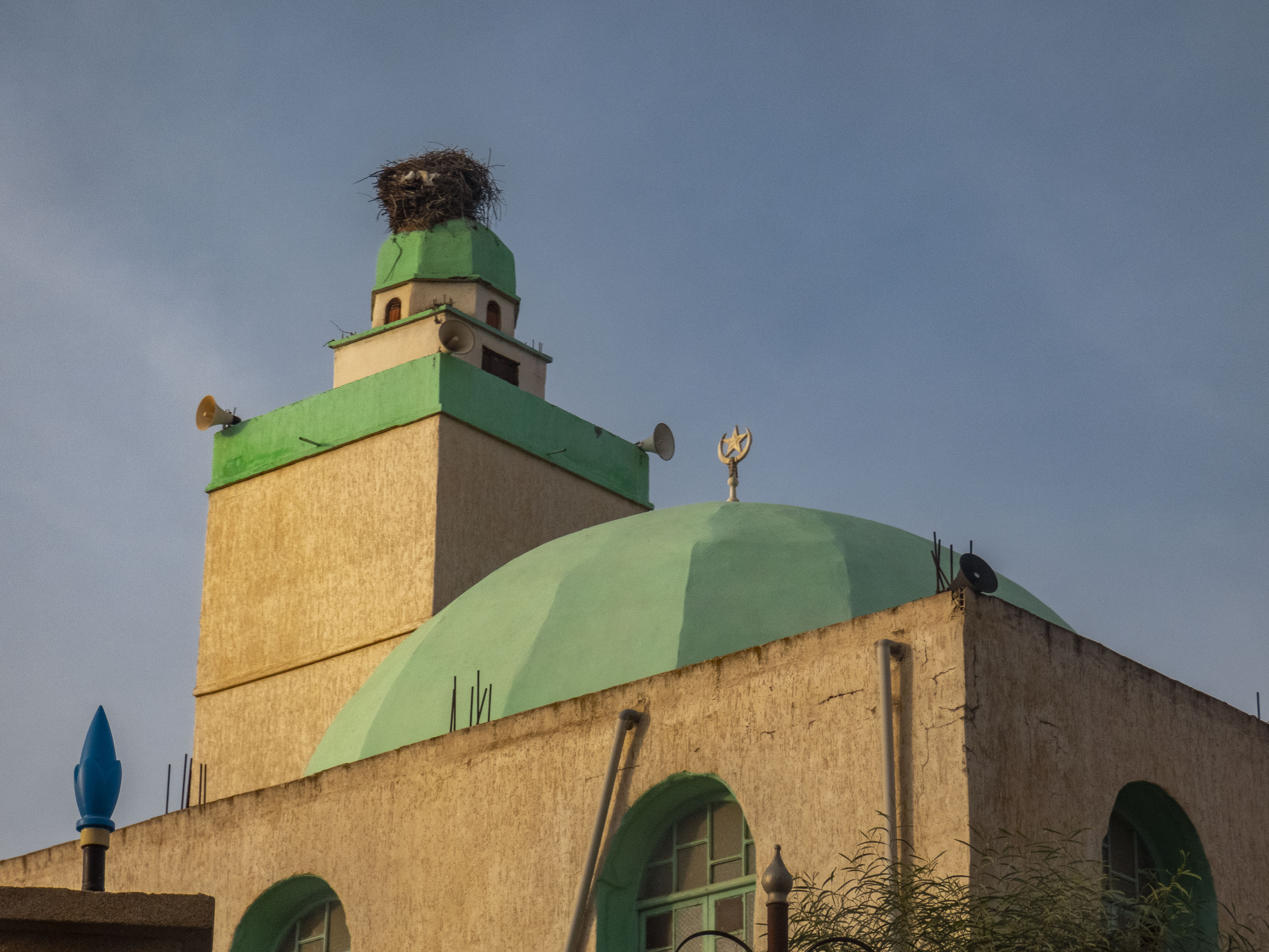
Mosquée Al-Taqwa, Bouira.

- Un salon du livre et du multimédia amazigh s'est déroulé à Bouira en 2010. Il fut organisé par le Haut Commissariat à l'Amazighité (HCA) en collaboration avec les autorités de la wilaya de Bouira, il avait pour vocation, la promotion des productions littéraires en langue tamazight[11].

## Infrastructures ( 2000 - 2024 )
- Cité Administrative ( 75 000 m2 ) Englobant Dix-huit (18)  services Administratifs et Techniques de la Wilaya : Effectifs : 1.800 cadres et Employés
- Nouveau Siége de la Wilaya ( 18 000 m2 )
- Siége de la Daira De Bouira ( 8.500 m2)
- Siége de l'APC  ( 11.500 m2 )
- Palais de Justice (16.000 m2 )
- Nouveau Siége Du Tribunal  De Bouira  ( 8.500 m2 )
- Siége du tribunal Administratif
- Siége de la Cour de Justice
- Vingt  ( 20 ) Siéges De Directions de Wilaya :  Direction de L'Hydraulique , Services Agricoles , Direction Des forêts , Direction Du Registre de Commerce , Direction de la Casoral , Direction Du Cadastre , Direction Des Télécomunications , O.P.G.I , Académie De L'Enseignement , Caisse nationale du logement (CNL) , Siéges  des  Hypothéques ,  Agence Fonciére , Direction du  Logement  et des Equipements Publics (D.L.E.P ) , Direction de la Protection Civile , Direction des Impôts , Direction des Transports , Direction de l'Urbanisme , Direction De la Jeunesse et Des sports .
- Université Akli Mohand Oulhadj Bouira ( 95.000 m2 ) : 28.000 Etudiants
- Pôle Universitaire ( 185.000 m2 ) : Neuf (09) Instituts Nationaux - Et Sept (07 ) Facultés
- Parc de loisirs (Er-rich) : 75 Hectares
- Nouveau Parc de Loisirs et de Distraction ( 165.000 m2)
- Hôpital De Bouira : 240 Lits ( 165.000 m2)
- Treize  (13 ) Banques :  BADR , BDL , BAD , BEA , AGB , Banque Trust , ABC Banque , Crédit Populaire D'Algerie , CRMA , Banque Paribas , Crédit Lyonnais , CRMA , Banque CNEP )
- Ancien siége de La Wilaya ( Affecté Comme Nouveau Hôpital )
- Ancien de l'APC ( Archives publiques )
- Ancien siége de la Daira ( Direction des Moudjahidines )
- Douze ( 12 ) Hôtels : 1.320 lits
- Dix (10 ) Cliniques Médicales : 180 lits
- Stade Olympique : 25.000 Places - Piscine , Salle Omnisports , Annexe -Stade
- Cinq (05 ) Polycliniques : 200 Lits d'urgences
- Vingt -Deux (22) Mosquées : 74.000 Prieurs

## Sport

### Stades
Cette commune abrite plusieurs stades municipaux :
1. Stade Saïd Bourouba.4.500 Places - Terrain : Gazon Artificiel
2. Stade Rabah Bitat.: 25.500 Places - Terrain : Gazon Naturel
3. Stade Er-Rich  - Gazon Artificiel
4. Stade Abderrahmane Mirat  - Gazon Artificiel
5. Vingt-Deux (22) Stades Mateco - Gazon Artificiel ( 42X25)

### Clubs
Cette commune abrite plusieurs clubs sportifs parmi les clubs de football en Algérie:
- Mouloudia Baladiat Bouira ( M.B.Bouira ) crée en 1947 - Niveau de Pratique : Régionale 1
- Mouloudia Club De Bouira ( M.C. Bouira ) crée en 1990 - Niveau de Pratique : Régioanle 2
- ASB Bouira : Mise en veilleuse
- USM Bouira - Niveau de Pratique : Divison de Wilaya de Bouira
- B.H.Bouira : Mise en Veilleuse
- AS Thameur :  Mise en veilleuse
- JS Soumam -Bouira

## Voir Aussi